# Сад Тиндзан-со
Сад Тиндзан-со (яп. 椿山荘 Тиндзан-со:) — японский сад, расположенный в районе Бункё в Токио и построенный в 1877 году. Его площадь составляет около 66 000 м². 
В период Мэйдзи эти земли принадлежали выдающемуся государственному деятелю той эпохи князю Ямагате Аритомо. Князь построил здесь своё поместье и назвал его «Тиндзан-со», что означает «Дом на холме камелий» — этот холм был с давних времён известен красотой цветущих камелий. При строительстве были учтены все особенности рельефа и подчеркнуты природные достоинства местности. В «Доме на холме камелий» князь устраивал важные правительственные встречи. Документы свидетельствуют, что сам император Мэйдзи проводил здесь совещания со своими сановниками самого высокого ранга. 
Когда поместье перешло к барону Хэйтаро Фудзите, он преобразил его, украсив историческими скульптурами, привезёнными со всей Японии, в основном, из Киото и Тобы. На вершине холма была установлена трехэтажная пагода, привезенная с гор Хиросимы, построенная монахами храма Тикурин-дзи без единого гвоздя около тысячи лет назад. В центре сада находится синтоистский храм Сиратама Инари, привезённый из Киото в 1924 году. Сад также украшают резные даосские и буддистские изображения и более тридцати каменных фонарей. 
В парке расположен большой пруд с карпами, водопад, ручей и источник, а также священное дерево, возраст которого составляет примерно 500 лет, высота — 20 метров, обхват — 4,5 метра.
Сад находится неподалёку от станции метро Эдогавабаси.

## Галерея
|  |  |  |  |